# Characidium iaquira
Characidium iaquira é uma espécie de peixe pertencente ao gênero Characidium e à família Characidae. É endêmico ao Brasil, sendo encontrado apenas no estado do Mato Grosso. De acordo com a União Internacional para a Conservação da Natureza, não há dados suficientes para determinar seu estado de conservação.